# Saint-Martin-de-Clelles
Saint-Martin-de-Clelles là một xã thuộc tỉnh Isère, vùng Rhône-Alpes, đông nam nước Pháp.